# Olbiogaster hallucinata
Olbiogaster hallucinata är en tvåvingeart som beskrevs av Tozoni 1993. Olbiogaster hallucinata ingår i släktet Olbiogaster och familjen fönstermyggor. Inga underarter finns listade i Catalogue of Life.